# Station Perbaungan
Perbaungan is een spoorwegstation in de Indonesische provincie Noord-Sumatra.